# 蒂姆·格利森
蒂姆·格利森（英語：Tim Gleason，1983年1月29日—），美国男子冰球运动员，场上位置是后卫。他曾代表美国国家队参加2010年冬季奥林匹克运动会冰球比赛，获得一枚银牌。